# Всероссийская патентно-техническая библиотека
Всероссийская патентно-техническая библиотека  является отделением Федерального института промышленной собственности, крупнейший центр патентной информации, национальное хранилище Государственного патентного фонда (ГПФ).

## История
Предшественницей современной Всероссийской патентно-технической библиотеки (ВПТБ) является библиотека, созданная в 1896 году при образовании Комитета по техническим делам при Департаменте торговли и мануфактур Министерства финансов и изначально занимавшаяся обслуживанием сотрудников Комитета. В фонд библиотеки вошли описания изобретений и привилегий за 1814—1835 годы, периодические издания по техническим вопросам «Журнал мануфактур и торговли», «Промышленность», «Записки Императорского Русского технического общества».
В первые годы своей работы библиотека размещалась в г. Санкт-Петербурге по адресу: г. Санкт-Петербург, ул. Фонтанка д. 76/78. В 1941 году была эвакуирована в г. Чкалов (так с 1938 по 1957 гг. назывался Оренбург), а в 1943 году переведена в Москву, некоторые службы располагались в здании Политехнического музея. По другим данным, библиотека начала работать в Москве с 1922 года в качестве библиотеки Комитета по техническим делам ВСНХ.
В нынешнее здание библиотека переехала в 1962 году.
В 1928—1929 годах в библиотеку поступил фонд библиотеки Русского технического общества. С 1932 года библиотеке был присвоен статус государственной библиотеки с получением обязательного экземпляра патентной документации из Всесоюзной книжной палаты.
В 1946 г. библиотека получила название Всесоюзная патентно-техническая библиотека, которое сохраняла до 1993 года; с 1993 года — Российская государственная патентная библиотека (РГПБ), с 1995 года — Всероссийская патентно-техническая библиотека Комитета РФ по патентам и товарным знакам.
В настоящее время библиотека является общедоступной, основные категории её пользователей — инженерно-технические работники, сотрудники патентных подразделений предприятий и организаций, патентные поверенные, студенты и др.
При учреждении имеется музей Федеральной службы по интеллектуальной собственности (Роспатент), открытый 24 апреля 2008 года. Фонд музея составляет около 800 музейных экспонатов.

## Современность
Фонды Всероссийской патентно-технической библиотеки хранятся на бумажных носителях, микрофильмах, электронных носителях, в Интернете.
Здесь собрана патентная документация 59 стран на 29 языках народов мира (более 100 млн ед. хранения, 1993), документации международных и местных организаций, патентно-правовая отечественная и зарубежная литература. Иностранные патенты в библиотеке представлены описаниями: США — с 1935 года, Франции — с 1907 года, Великобритании — с 1856 года, Швейцарии — с 1882 года и др.
С 2002 года большая часть фонда оцифровывается. На базе ГПФ осуществляется информационное обеспечение государственной экспертизы результатов интеллектуальной деятельности и средств индивидуализации, проводимое Федеральным институтом промышленной собственности (ФИПС), а также библиотечно-информационное обслуживание других заинтересованных пользователей.
В Государственный патентный фонд также входит фонд патентно-правовой литературы, включающий литературу по охране интеллектуальной и промышленной собственности, патентному законодательству и изобретательству.
А также другие виды поиска
Также в библиотеке появился буккроссинг
С 2013 г. в ВПТБ проходят тематические встречи на регулярной основе.
Также ВПТБ организует экскурсии для студентов высших и средних специальных учебных заведений, а также воркшопы и встречи, посвященные знакомству с основами интеллектуальной собственности, информационным ресурсам ГПФ, методике проведения патентного поиска.
В 2016 году ВПТБ отпраздновала 120-летие.

## Структура
Всероссийская патентно-техническая библиотека включает:
- отдел международного обмена и комплектования,
- отдел объединенного архивного фонда,
- отдел хранения и выдачи патентной документации и научно-технической литературы,
- отдел информационно-библиографический,
- музей Роспатента,
- сектор по работе с Центрами поддержки технологий и инноваций (ЦПТИ)

В библиотеке имеются читальные залы иностранной патентной периодики, промышленных образцов, патентной документации на бумажных носителях и патентной документации стран мира на электронных носителях и микроносителях.